# Jean Vander Pyl
Jean Vander Pyl est une actrice américaine née le 11 octobre 1919 à Philadelphie, Pennsylvanie (États-Unis), décédée le 10 avril 1999 à Dana Point (Californie).

## Filmographie
- 1954 : Deep in My Heart de Stanley Donen : Miss Zimmermann
- 1961 : Yogi l'ours (The Yogi Bear Show) (série télévisée)
- 1964 : Magilla le gorille (Magilla Gorilla) (série télévisée) : Ogee (voix)
- 1965 : Les Ours mal-léchés (The Hillbilly Bears) (série télévisée) : Maw Rugg / Floral Rugg (voix)
- 1965 : Atomas, la fourmi atomique (The Atom Ant Show) (série télévisée) : Ma Rugg / Floral Rugg (voix)
- 1965 : Sans Secret, l'écureuil agent secret (Secret Squirrel) (série télévisée) : Winsome "Winnie" Witch
- 1966 : The Man Called Flintstone : Wilma Flintstone (voix)
- 1965 : Ne mangez pas les marguerites ("Please Don't Eat the Daisies") (série télévisée) : Ethel Carter (1966-1967)
- 1967 : The Atom Ant/Secret Squirrel Show (série télévisée) : Maw Rugg / Winsome "Winnie" Witch (1967-1968) (voix)
- 1968 : Banana Split (série télévisée) : Maw Rugg / Floral Rugg (voix)
- 1969 : Dinky Dog (série télévisée) : Additional Voices (voix)
- 1969 : Scooby-Doo (Scooby-Doo, Where Are You!) (série télévisée) : Additional Voices (voix)
- 1970 : Where's Huddles? (série télévisée) : Marge Huddles (voix)
- 1970 : Santa and the Three Bears (voix)
- 1971 : Les Pierrafeu en culottes courtes (The Pebbles and Bamm-Bamm Show) (série télévisée) : Wilma Flintstone (voix)
- 1972 : The Flintstones Comedy Hour (série télévisée) : Wilma Flintstone (voix)
- 1973 : Mini Mini détective (Inch High, Private Eye) (série télévisée) : Mrs. Finkerton (voix)
- 1974 : Hong Kong Fou Fou ("Hong Kong Phooey") (série télévisée) : Rosemary (voix)
- 1975 : The New Tom & Jerry Show (série télévisée) : Additional Voices (voix)
- 1977 : Fred Flintstone and Friends (série télévisée) : Wilma Flintstone (voix)
- 1977 : A Flintstone Christmas (TV) : Wilma Flintstone / Pebbles Flitstone (voix)
- 1979 : The Flintstones Little Big League (TV) : Wilma Flintstone (voix)
- 1979 : The Flintstones Meet Rockula and Frankenstone (TV) : Wilma Flintstone (voix)
- 1979 : The New Fred and Barney Show (série télévisée) : Wilma Flintstone / Pebbles Flintstone (voix)
- 1979 : Fred and Barney Meet the Thing (série télévisée) : Wilma Flintstone / Pebbles Flintstone (voix)
- 1979 : Fred and Barney Meet the Shmoo (série télévisée) : Wilma Flintstone / Pebbles Flintstone (voix)
- 1980 : The Flintstones' New Neighbors (TV) : Wilma Flintstone / Pebbles Flintstone (voix)
- 1980 : Fred's Final Fling (TV) : Wilma Flintstone / Pebbles Flintstone (voix)
- 1981 : Wind-Up Wilma (TV) : Wilma Flintstone / Pebbles Flintstone
- 1981 : Flintstones: Jogging Fever (TV) : Wilma Flintstone / Pebbles Flintstone
- 1981 : The Flintstones: Fred's Final Fling (TV) : Wilma Flintstone / Pebbles Flintstone / Elephant (voix)
- 1983 : Mister T (série télévisée) (voix)
- 1985 : The Jetsons Christmas Carol (TV) : Rosie the Robot (voix)
- 1986 : Mystérieusement vôtre, signé Scoubidou (The All-New Scooby and Scrappy-Doo Show) (série télévisée) (voix)
- 1987 : The Jetsons Meet the Flintstones (TV) : Wilma Flintstone / Rosie / Mrs. Spacely /  (voix)
- 1988 : Rockin with Judy Jetson (TV) : Rosie (voix)
- 1988 : The Flintstone Kids' Just Say No Special (TV) : Mrs. Slaghoople / Fluffy Woman / Angry Adult (voix)
- 1990 : Les Jetson : le film (Jetsons: The Movie) Rosie the Robot (voix)
- 1990 : Wake, Rattle & Roll (série télévisée) : Winsome Witch (voix)
- 1993 : I Yabba-Dabba Do! (TV) : Wilma Flintstone / Mrs. Slate (voix)
- 1993 : Hollyrock-a-Bye Baby (TV) : Wilma Flintstone (voix)
- 1994 : The Flintstones: Wacky Inventions (vidéo) : Wilma Flintstone / Pebbles Flintstone (voix)
- 1994 : La Famille Pierrafeu (The Flintstones) : Mrs. Feldspar (conga line dancer)
- 1994 : Le Conte de Noël des Pierrafeu (A Flintstones Christmas Carol) (TV) : Wilma Flintstone (voix)
- 1996 : The Flintstones Christmas in Bedrock (vidéo) : Wilma Flintstone (voix)